# Парк «Народний сад» (Миколаїв)
Парк «Наро́дний сад» — одна з визначних пам'яток Миколаєва. Розташований на вулиці Столярній Центрального району міста.

## Історія

### ЧасиРосійської імперії

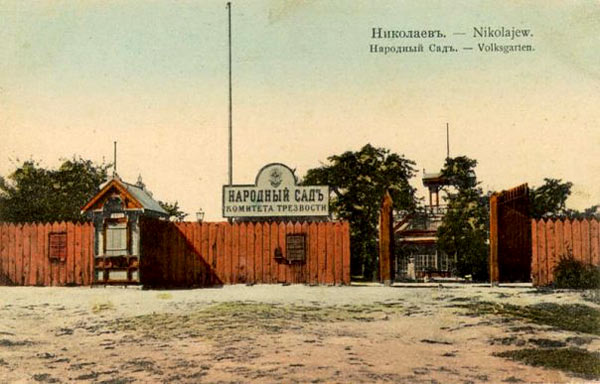

Територія, на якій планувалося створити сад для народних гулянь — одна з найбільш «стародавніх» в місті. У 20-ті роки XIX століття тут була Військова площа, що межувала з офіцерськими будинками і казармами. Згодом на площі виник облаштований ринок, який успадкував назву «Військовий».
Наприкінці XIX століття це місце позначалося на карті міста топонімом «Площа Військового ринку». До 1903 цей міський район став кримінальним. Високі флотські чини поступово з'їхали в благополучний Спаськ і Лісковські дачі, а військові казарми відселили на територію Морського відомства. Колишня Військова слобідка стала забудовуватися саманними хатами майстрових. Утворилися вулиці Конопатна, Котельна, Купорна, теслярські та інші, що відображали цехову спеціалізацію працівників.
Військовий ринок на початку XX століття перестав бути ринком. На місці торгових рядів з'явилися численні трактири та шинки. За збереженим рапортами екіпажеского околодочного наглядача, тут відбувалися бійки з різаниною і вбивствами, збувалося крадене добро, а майстрові пропивали свою платню. Район був головним болем поліції і небезпечним для обивателів. Саме тут виник перший міський Сад тверезості. 1903 року тут закрили всі питні заклади і знесли старі будови торгових рядів. Потім територію огородили дерев'яним парканом і розорали землю «під шнур» (до материкової глини).
До 1910 року народний Сад тверезості № 1 знайшов популярність серед городян. Він став місцем сімейного відпочинку представників усіх станів. Оркестр 58-го Празького піхотного полку, розквартированого в Миколаєві, грав тут увечері щочетверга і щосуботи. У середу та неділю військові музиканти виступали в Саду тверезості № 2, який розташовувався на самому початку Спаського узвозу.
Міська дума слідкувала, аби в районі тверезого саду не з'являлися трактири, шинки та інші питні заклади. Архів Херсонського губернського присутствія зберігає жорсткі вироки мирового суду про стягнення штрафів з шинкарів, що насмілилися вести «питну торгівлю на вивіз». Контроль влади супроводжував біографію народного парку аж до 1917 року.

### Часигромадянської війни
У роки громадянської війни і частої зміни влади Сад тверезості № 1 не зазнав катастрофи, яка спіткала Спаське урочище та інші парки міста. Єдиною втратою була вирубка грабового гаю при східному вході. За твердженням відставного доглядача саду Олексія Максимовича Березницького, денікінські солдати зруйнували частину садової огорожі і знищили дерева для того, щоб побудувати капонір морських гармат, призначених до установки на бронепоїзд.

### При радянській владі

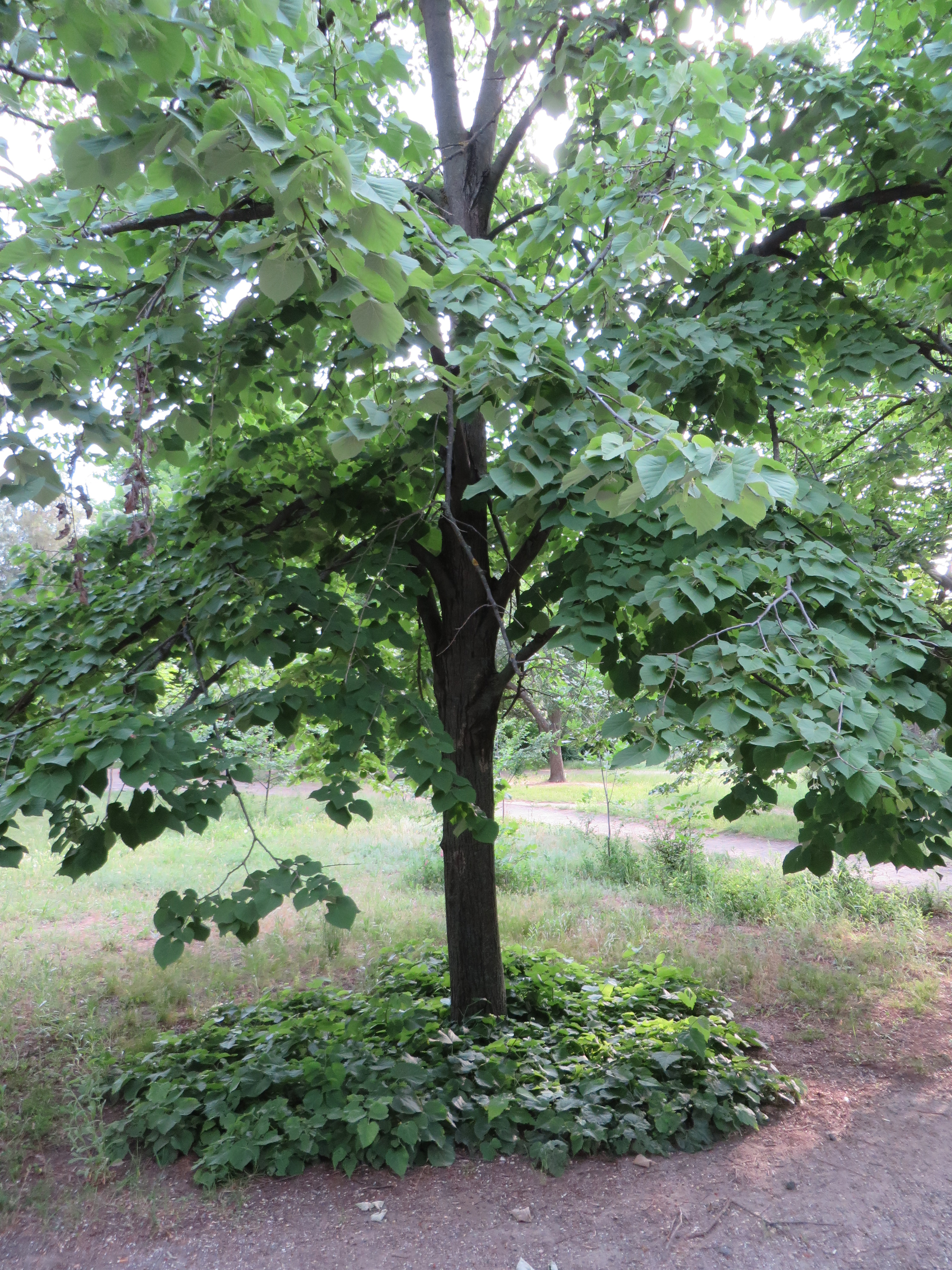
Парк імені Г. І. Петровського (Сад тверезості № 1)

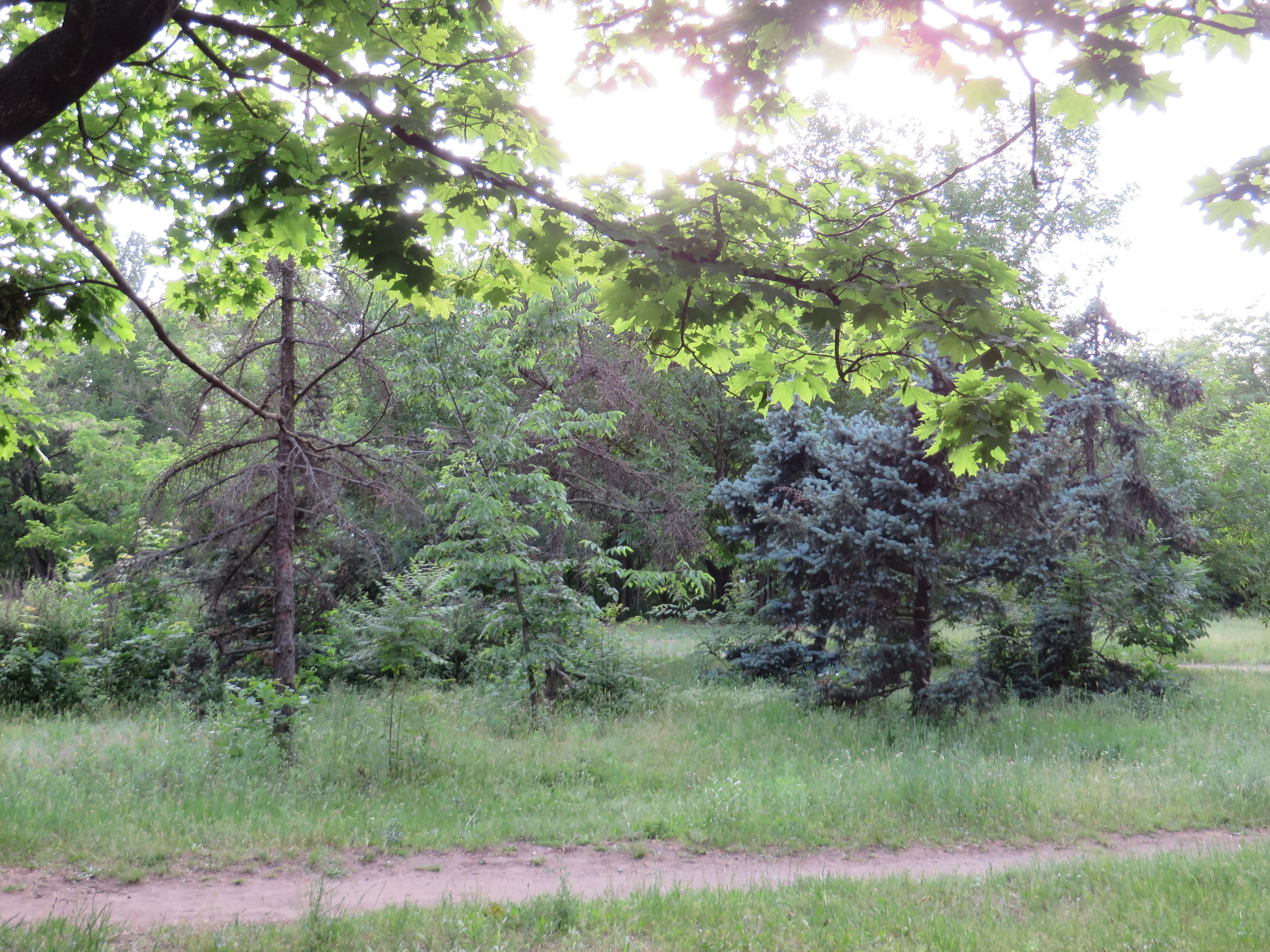
Парк імені Г. І. Петровського (Сад тверезості № 1)

Радянська влада спочатку провадила політику, що повністю збігалася з дореволюційною практикою. Вже 18 грудня 1919 за підписом Леніна виходить Постанова РНК РРФСР «Про заборону на території РСФСР виготовлення та продажу спирту, міцних напоїв і не відносяться до напоїв спиртовмісних речовин». За цим указом всі дореволюційні товариства тверезості повинні були саморозпуститися або закритися в примусовому порядку. Держава взяла під владний контроль пропаганду тверезого способу життя.
Проте вже в жовтні 1924 пленум ЦК ВКП(б) ухвалив рішення про введення горілчаної монополії. Основна мета цієї постанови: боротьба з самогоноварінням і наповнення держбюджету необхідними засобами для виконання плану ГОЕЛРО та індустріалізації країни. Почався різкий підйом нелегального самогоноваріння.
У Москві швидко схаменулися і створили Товариство боротьби з алкоголізмом (рос. ОБСХА). Став виходити журнал «Тверезість і культура», п'яниць таврували у сатиричних журналах і газетних фейлетонах. У Миколаєві за чотири роки виникло аж 112 Первинних організацій ОБСХА. Народ повільно тверезів, і бюджет перестав наповнюватися. У 1932 році за особистим розпорядженням Сталіна товариство було закрито. У країні почалася масштабна кампанія «за культуру пиття».
Ці про- і антиалкогольні маневри більшовиків мало відбилися на стані Сада тверезості № 1. У 1922 році він був перейменований в парк Г. І. Петровського, на честь першого голови Всеукраїнського ЦВК.
Зовні «тверезий сад» сильно змінився. З'явилася класична огорожа з рваного вапняку з вбудованими ґратами і помпезні конструктивістські ворота. Дерева головної алеї були вирубані, на цьому місці розпланували красиву квіткову клумбу. У бічних алеях встановили паркові скульптури спортсменів, піонерів і робітників.
У 1938 році на території парку Петровського був проведений загальноміський суботник. Викорчовували старі екзотичні дерева і чагарники, а висаджували звичні клени, тополі й акацію. Перед самою війною в південній частині саду побудували просторий танцмайданчик і літній кінотеатр, який працював у вихідні. Відомо, що в парку були торгові кіоски, де продавали тільки газовану воду і морозиво. Дореволюційна антиалкогольна аура супроводжувала біографію старого саду, який перетворився на найпопулярніше місце відпочинку городян.

### Часи окупації Миколаєва
16 серпня 1941 німецькі війська зайняли Миколаїв. Німці відразу перейменували сад на «Луна-парк». Однак ніяких розважальних атракціонів розміщувати тут не стали. У вересні 1941-го тут вирубали східний сектор зеленої зони і побудували величезний склад, де зберігалися танкові мотори та автозапчастини. Напроти центрального входу нацисти очистили від дерев охоронну смугу для вартових і поставили сторожові вишки. Після того, як група підпільників на чолі Віктором Лягіним підірвала склад в парку, окупанти спиляли всі дерева, і … народний Сад тверезості № 1 перестав існувати.

### Післявоєнний період

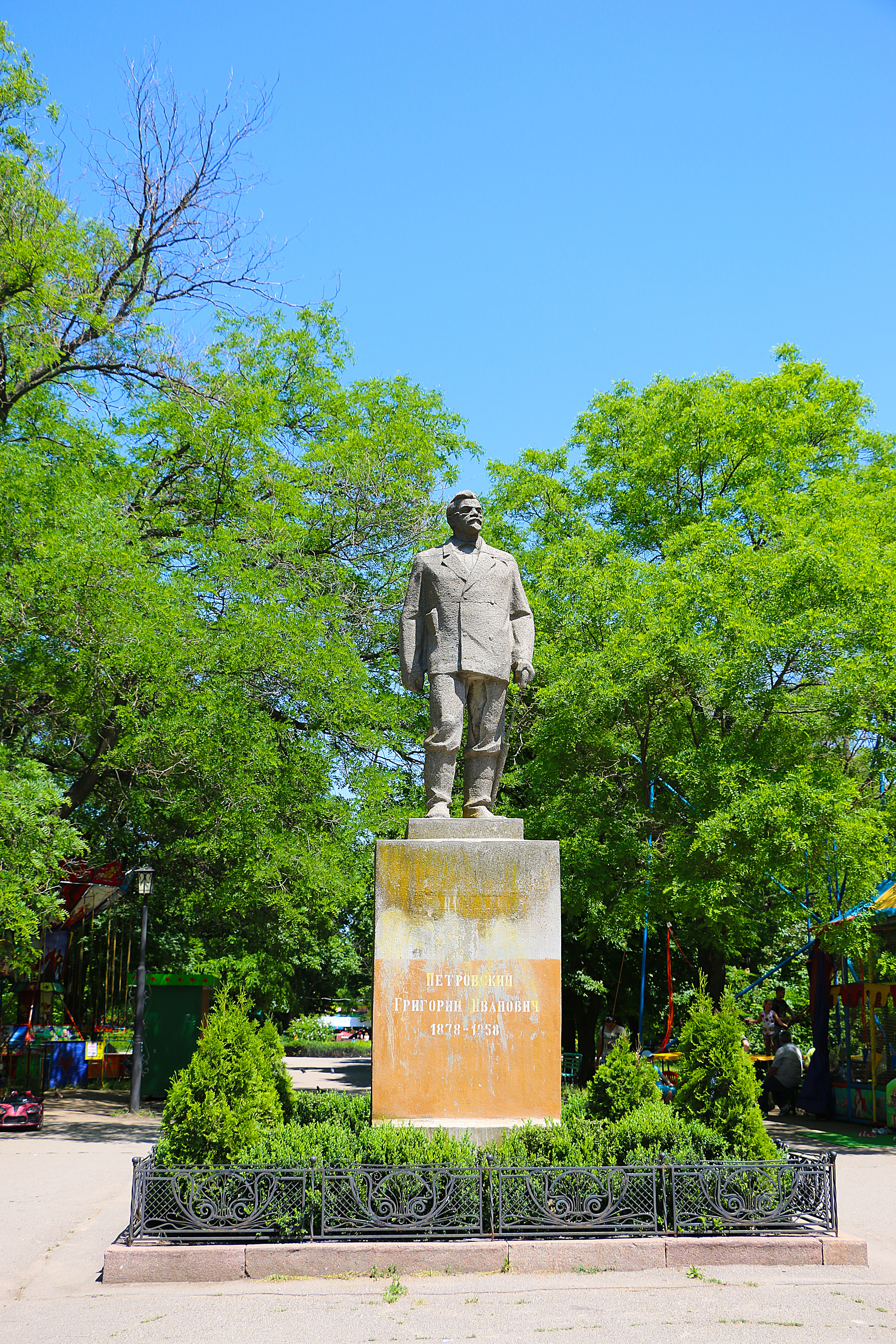
пам'ятник Г. І. Петровському

Після визволення Миколаєва радянськими військами парк взялися відроджувати. З ініціативи першого секретаря обкому КП(б)У Івана Маркеловича Філіппова він був включений до переліку об'єктів, що підлягають першочерговому відновленню.
Відомо, що територію стародавнього саду в 1944—1946 рр. очищали від будівельного сміття німецькі військовополонені. За два роки відбудували кам'яний паркан і посадили нові дерева, що були замовлені відразу в двох розплідниках — Софіївському та Кримському.
Вже 1950-го було відновлено танцмайданчик і Зелений театр, а через рік збудували новий центральний вхід, що за архітектурним задумом майже повністю збігається з довоєнним. Поступово знову розбили клумби та алеї і відновили колишні радіальне планування і зовнішній вигляд.
Пік своєї популярності «тверезий сад» пережив в 60-80 роки 20-го століття. Тут справно працювали літній кінотеатр, звучала музика на танцмайданчику, торгували кіоски та був дитяче містечко з гойдалками. Пізніше в північно-західній частині саду поставили колесо огляду і атракціони для дорослих.
Молодь облюбувала це місце для романтичних зустрічей, вони ласкаво називали відновлений парк «садком Петровського». За ініціативою миколаївського аероклубу в східній частині парку була змонтована парашутна вишка, звідки «кидали» всіх охочих.

### Доба Незалежності
В 2016 році парку повернуто історичну назву «Народний сад».

## Пам'ятники
У 1968 році навпроти центрального входу встановили пам'ятник Г. І. Петровському (скульптор М. Л. Ігнатьєв, архітектор Є. Я. Кіндяков).